# Gerbilliscus afra
Gerbilliscus afra és una espècie de mamífer rosegador de la família dels múrids. És endèmic de la província sud-africana del Cap Occidental, on té un àmbit de distribució fragmentat. El seu hàbitat natural són les àrees de sòl sorrenc situades a les vores dels matollars i les zones de Karoo. És una espècie en risc mínim, és a dir, no sembla que hi hagi cap amenaça significativa per a la seva supervivència.